# Péter Vass Ferenc
Péter Vass Ferenc (Kolozsvár, 1909. január 29. – Kolozsvár, 1988. augusztus 16.) erdélyi magyar építész, szakíró.

## Életútja
Szülővárosa piarista gimnáziumában érettségizett, a budapesti Ybl Miklós Építészeti Főiskolán szerzett diplomát (1930). Tervező mérnöki és műszaki vezetői beosztásokban dolgozott; tanított a kolozsvári építészeti szakközépiskolában, majd a kolozsvári Tartományi Építkezési Tröszt vezető mérnöke nyugdíjazásáig (1969). Jelentősebb kivitelezett épülettervei: az aradi, lupényi és petrozsényi betegsegélyző rendelőintézetei, a kolozsvári porcelángyár ipari épülete, valamint az Armătura és Dermata gyár üzemrészlegei.

## Munkássága
Első írása az új építési munkamódszerekről szól (1951). Szakcikkei A Hét és az Igazság hasábjain jelentek meg. A Korunk közölte Fatemplomok és haranglábak (1976/10), Valentiny-emlékek (1980/6) és Régi és új építészettörténeti művekről (1980/12) című tanulmányait; az 1980-as Korunk Évkönyv összefoglaló számbavételét Erdély parasztvárairól. Népi építészetünk értékei című vitát provokáló értekezésével a budapesti Élet és Tudományban jelentkezett (1982/24).